# Resavska pećina

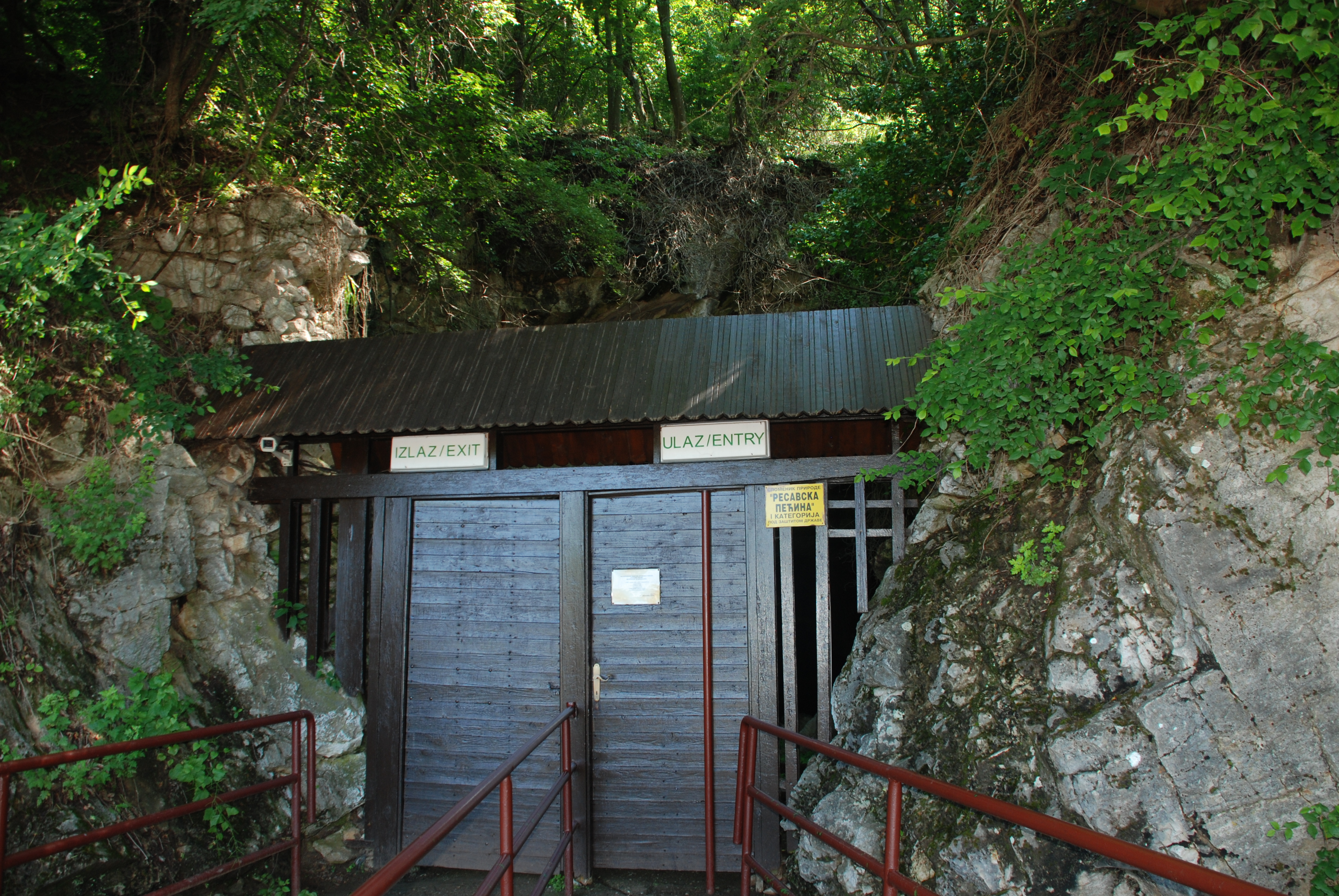
Wejście do jaskini

Resavska pećina (serb. Ресавска пећина), właśc. Divljakovačka pećina (serb. Дивљаковачка пећина) – jaskinia krasowa we wschodniej Serbii, znajdująca się 20 km od miasta Despotovac.

## Opis jaskini
Jaskinia znajduje się na wapiennym wzgórzu Babina glava. Ma 4,5 km długości, z czego 2830 m zostało dokładnie zbadane, a 800 m zostało udostępnione dla zwiedzających. Temperatura powietrza w jaskini jest stała przez cały rok i wynosi ok. 7 °C, a wilgotność powietrza wynosi między 80 a 100%. Jaskinia ma status chronionego pomnika przyrody, który zajmuje 11 ha.

## Historia
Jedna z najstarszych jaskiń w Serbii – jest datowana na 80 mln lat. Została odkryta w 1962 roku, jednakże już wcześniej znali ją miejscowi pasterze, którzy trzymali tam swoje owce przy złej pogodzie. 22 kwietnia 1972 jaskinia została udostępniona dla zwiedzających. Odwiedzana jest przez ok. 50 tysięcy osób rocznie, co czyni ją najczęściej odwiedzaną jaskinią w kraju. Dawniej liczba odwiedzających dochodziła do 200 tysięcy rocznie.

## Galeria

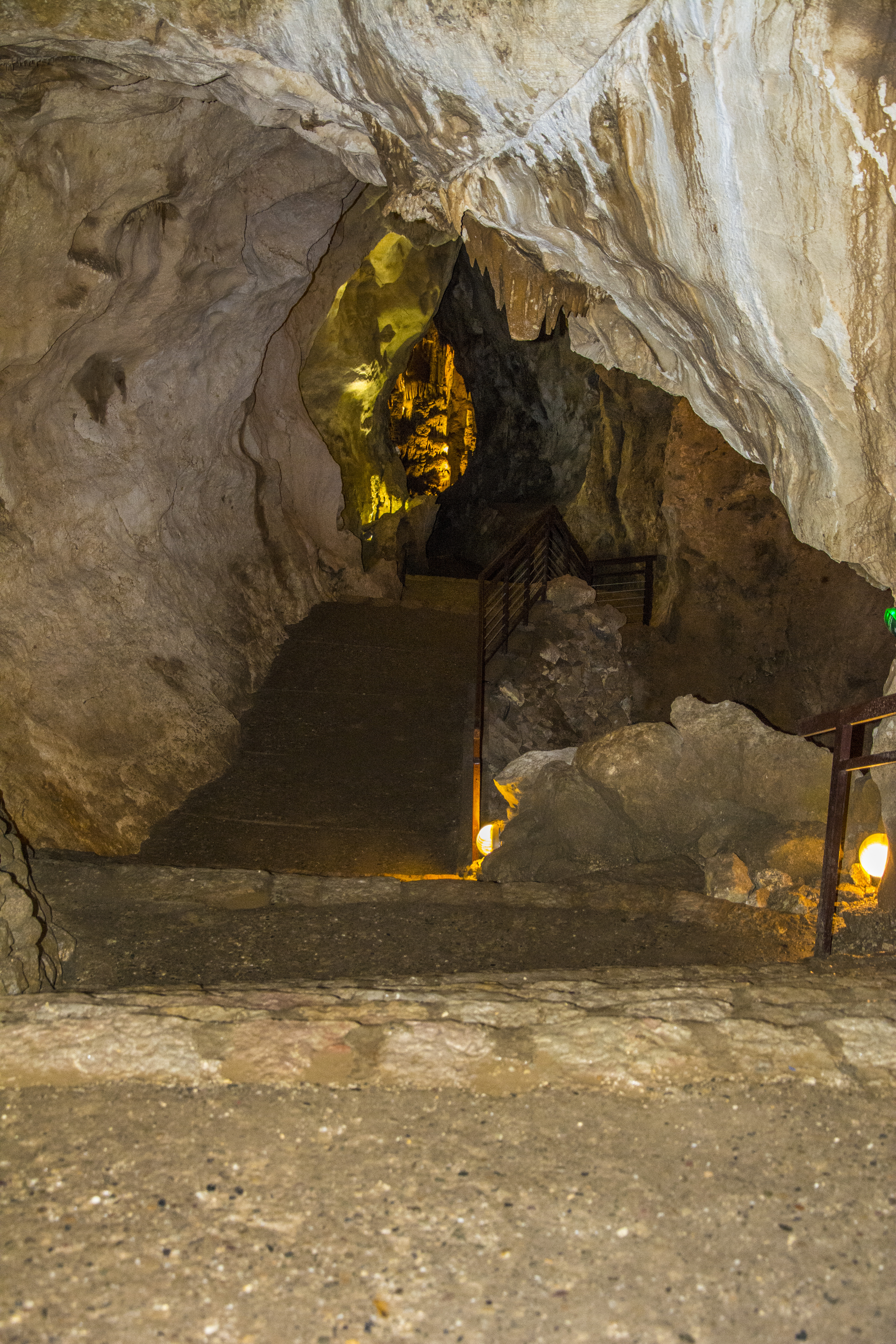
Początek trasy zwiedzania
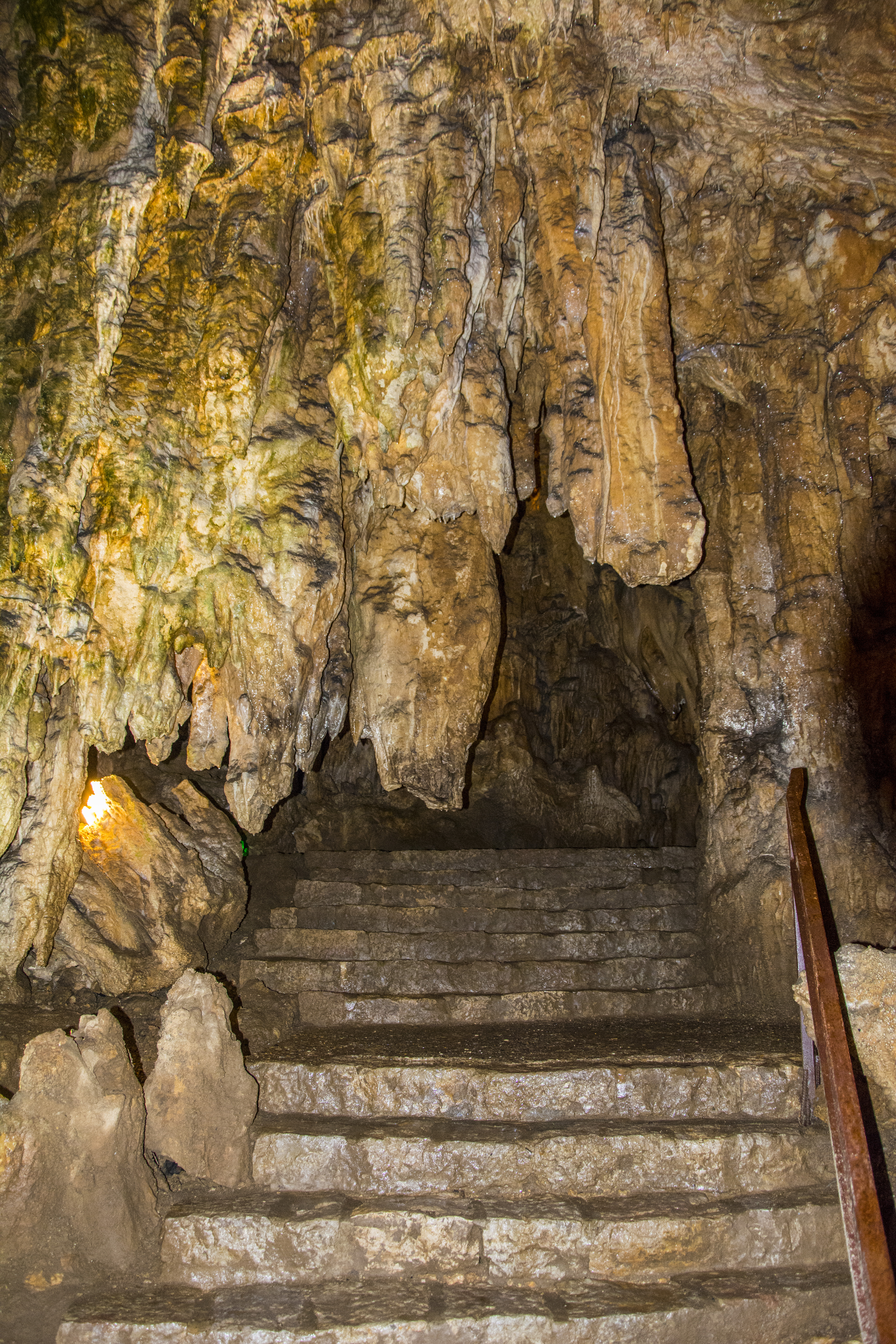
Jedna z komnat
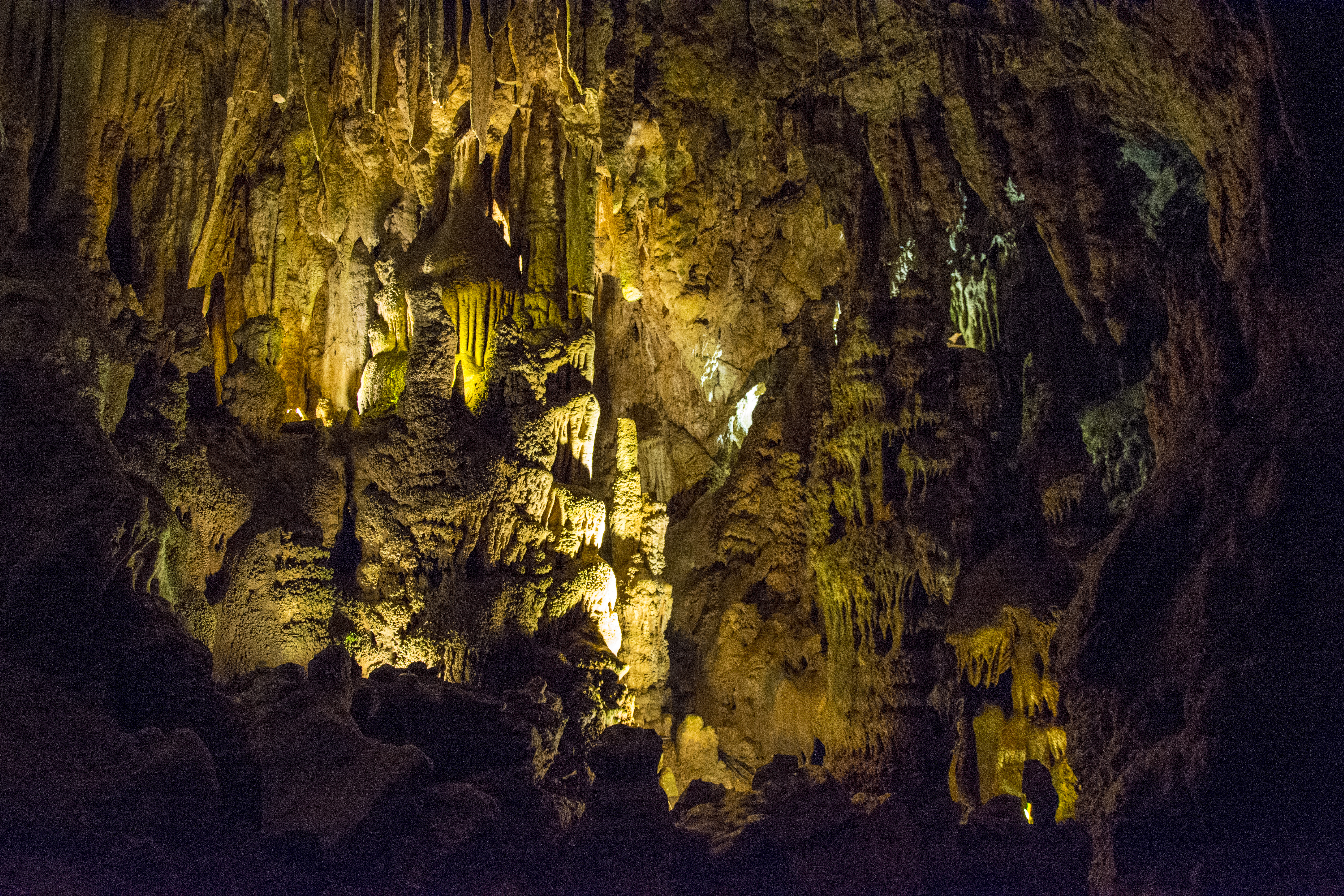
Nacieki w jaskini
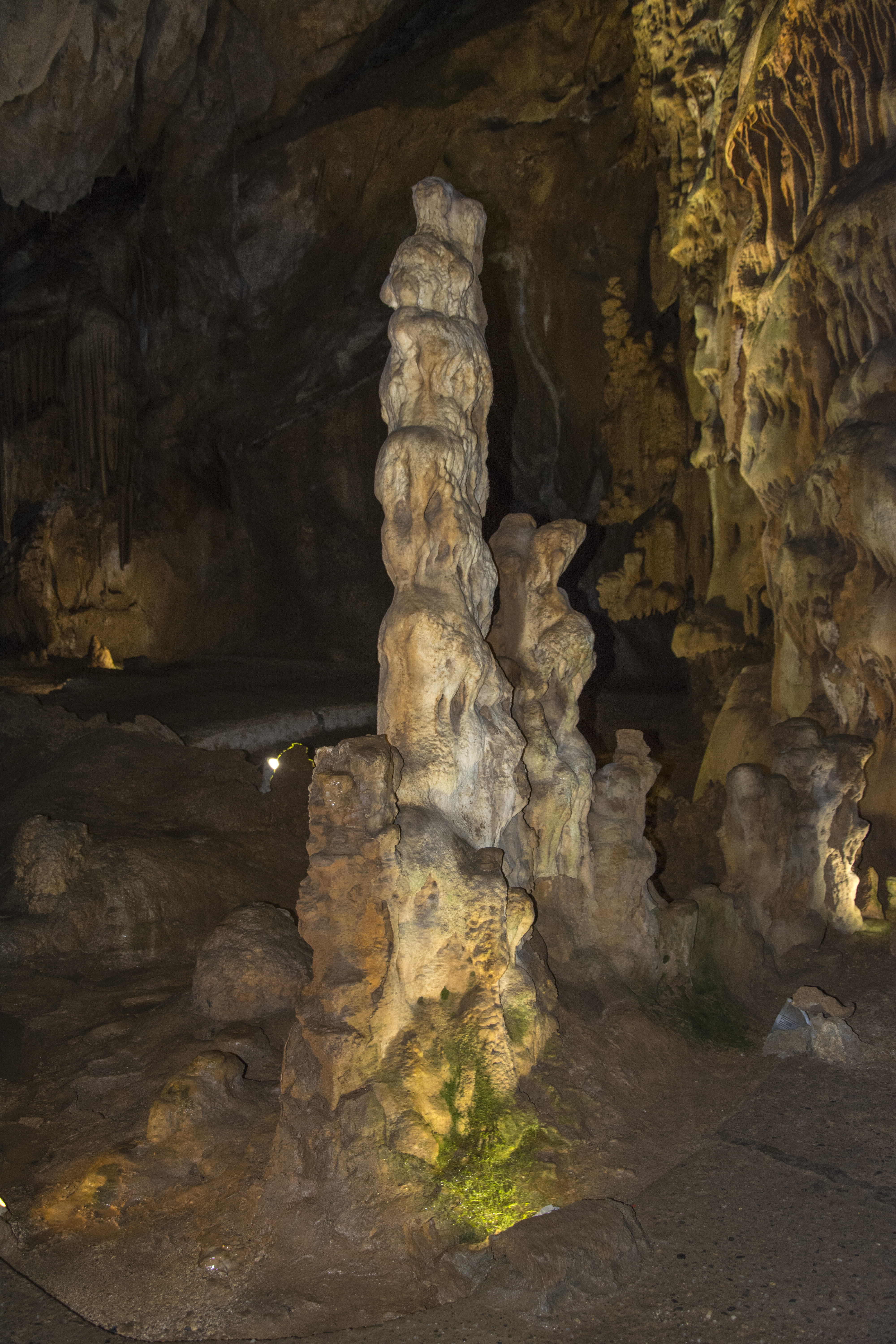
Stalagmity w jaskini
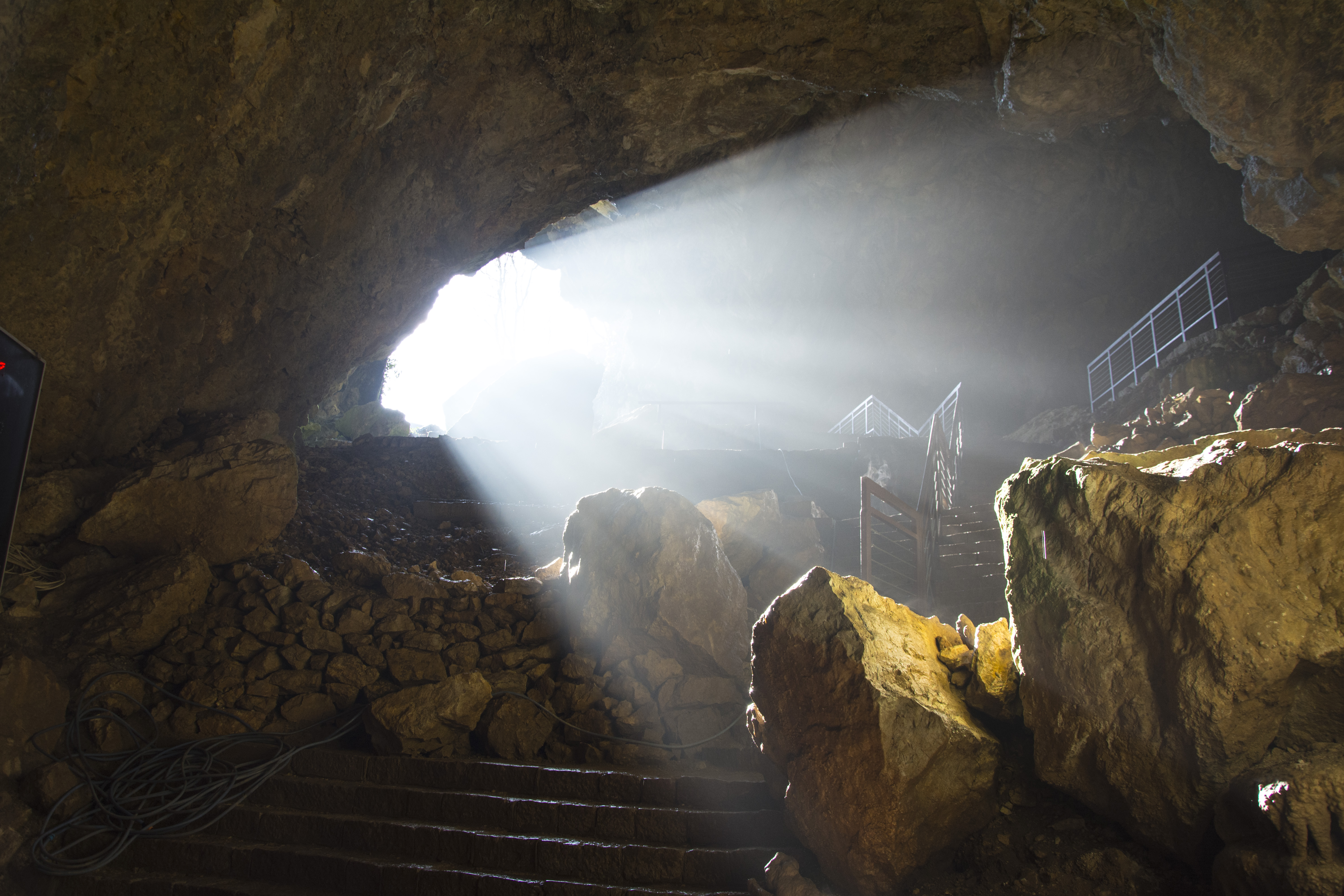
Koniec trasy zwiedzania